# بخش چارلستاون (شهرستان پورتاژ، اوهایو)
بخش چارلستاون (به انگلیسی: Charlestown Township) یک منطقهٔ مسکونی در ایالات متحده آمریکا است که در شهرستان پورتیج، اوهایو واقع شده‌است.
 بخش چارلستاون ۵۹٫۹ کیلومتر مربع مساحت و ۲٬۰۰۳ نفر جمعیت دارد و ۳۳۵ متر بالاتر از سطح دریا واقع شده‌است.